# Komedija zmešnjav (Shakespeare)
Komedija zmešnjav (angleško The Comedy of Errors) je komedija Williama Shakespearea, napisana po zgledu komedije »Dvojčka« rimskega dramatika Plavta. Eden stranskih motivov pa je iz Amfitriona. Pri Shakespearu je manjše število oseb, dve novi pa sta Efežan in Sirakužan. Oče išče izgubljena dvojčka, ki sta izginila v brodolomu. V komediji Shakespeare poseže po železnem repertoarju komičnih situacij, tj. situacijska komika, scenarij zamenjav, dvojniki, preoblačenje. V primerjavi s Plavtom je Shakespeare poglobil ljubezensko tematiko, ki že meji na farso.
To je poleg Viharja tudi ena redkih iger, pri kateri Shakespeare uporablja pravilo treh enotnosti.
Komedija zmešnjav je s 16 258. besedami Shakespearjeva nakrajša drama.